# امانوئلا گالیوسی
امانوئلا گالیوسی (ایتالیایی: Emanuela Galliussi؛ زادهٔ ۱۸ ژوئیهٔ ۱۹۸۰) یک هنرپیشه اهل ایتالیا است.
از فیلم‌ها یا مجموعه‌های تلویزیونی که وی در آن‌ها نقش داشته‌است می‌توان به «اسکریمرز» اشاره نمود.